# Original Dixieland Jass Band

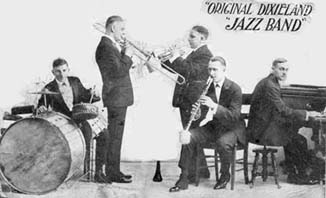

Az Original Dixieland Jass Band (ODJB) az a New Orleans-i zenekar volt, amellyel elsőként készült hanglemez, már 1917-ben.  Ez a szám a Livery Stable Blues volt. 1917-től a zenekar nevét már így írták: Original Dixieland Jazz Band.

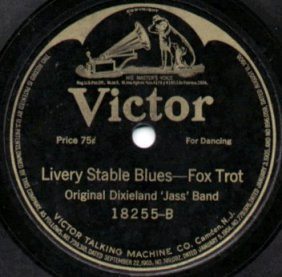
Livery Stable Blues

A zenekar öt muzsikusból állt és Nick LaRocca trombitás vezette, aki rájött a hanglemezkészítés előnyeire, ezért az együttes hamar ismert lett, és a felvételei fennmaradtak az utókor számára.
Az együttes mindmáig leghíresebb száma a Tiger Rag:
| St. Louis Blues: |
|                  |

## Külső hivatkozások
- Honlap
- Redhotjazz.com
- Allmusic